# Слава Щиплиева
Слава Петрова Щиплиева е българска поетеса и преводачка. Авторка е на стихове, драматични пиеси, стихотворения за деца и юноши и статии. Написва драма за живота на Константин Фотинов. Превежда от полски Кажимеж Вежински, Адам Мицкевич, Циска Шемберг и други.

## Биография
Слава Щиплиева е родена на 19 февруари стар стил (3 март) 1894 г. в град Самоков. Баща ѝ Петър Щиплиев е шивач на попски дрехи. Първоначално тя учи в основаното от бабата на Константин Фотинов девическо училище в Самоковския метох. След преместването на Самоковската духовна семинария в София баща ѝ остава без работа в Самоков и семейството също се мести в столицата. Слава Щиплиева изучава френски и немски в Първа софийска девическа гимназия, сетне постъпва в Софийския университет и следва славянска филология, като проф. Боян Пенев е неин преподавател по полска литература; изучава и френски език.
През 1926 г. започва същинската ѝ писателска дейност, когато излиза от печат стихосбирката „Старата къща“. Публикува трудовете си във вестниците „Литературен глас“ и „Литературен час“ и списание „Завети“, както и на други места. Извън дейността си живее бедно и в недоимък.
Слава Щиплиева за превода на „Задушница“ от Адам Мицкевич е наградена в 1941 г. от фонд „Иван и Мария Кесякови“.
Учителства и осъществява читалищна дейност в София и други градове на страната. Членува в СБП от 1944 г. Последните дни от живота ѝ преминават в дома за стари хора в квартал „Дървеница“. Умира на 30 ноември 1991 г. в София.